# Gębice Gubińskie
Gębice Gubińskie – zamknięte w 1994 roku: przystanek osobowy i ładownia w Stargardzie Gubińskim, w gminie Gubin, w powiecie krośnieńskim, w województwie lubuskim. Położone są przy linii kolejowej z Wrocławia Muchoboru do Guben. Zostały oddane do użytku w 1895 roku.